# Rua Florêncio de Abreu (Descida do antigo Miguel Carlos)
Rua Florêncio de Abreu (Descida do antigo Miguel Carlos) é uma fotografia de Militão Augusto de Azevedo, parte do Álbum Comparativo da Cidade de São Paulo 1862-1887. Retrata São Paulo em 1887, em específico a Rua Florêncio de Abreu.

## Descrição e análise
A obra foi produzida com papel albuminado. Suas medidas são: 21 centímetros de altura e 30 centímetros de largura. Um exemplar faz parte de Coleção Museu Paulista.
A fotografia retrata o impacto da urbanização de uma área que anteriormente era uma chácara. Assim, o registro caracteriza a substituição da zona rural em São Paulo para uma metropolização crescente. A Rua Florêncio de Abreu, anteriormente chamada Rua da Constituição, é uma das mais documentadas por Azevedo; no registro no Álbum comparativo, a tomada é parcial, com a rua no centro.
Sobre este registro foi dito:
| “ | [Os] signos que compõem a imagem da Florêncio de Abreu de 1887 - a própria rua (pavimentada, calçada e iluminada), o trilho do bonde, as edificações do entorno, as carroças, os tílburis - remetem às alterações que, no Álbum Comparativo, culminaram em uma "nova" São Paulo. O trecho retratado da Florêncio de Abreu estava construído de forma a apagar os tempos antigos. Não há, por exemplo, espaço para casas edificadas em moldes coloniais. Tanto as pequenas casas térreas, de janela para a rua, quanto as habitações de três pavimentos referem-se a modos relacionados às novas vogas da arquitetura paulistana. A imagem indica uma série de elementos - vistos em muitas das fotos de 1887 - que remetem ao "moderno", dentre eles os pequenos degraus adornados com estruturas de ferro, vidro nas janelas, paredes feitas de tijolos (em vez de taipa), platibandas, porões e, ainda, formatos associados a modelos de construção europeia (como os chalés). Tais tendências faziam com que os moradores da capital provincial se tornassem dependentes de materiais externos à produção local e também de certos saberes tributários a um corpo de especialistas que, cada vez mais, fazia, desta capital provincial, espaço de trabalho. | ” |

A imagem compõe uma dupla comparativa com Cidade de São Paulo e antigo Miguel Carlos. A comparação permite descrever o processo de urbanização de São Paulo.